# Hydraena tatii
Hydraena tatii är en skalbaggsart som beskrevs av Sáinz-cantero och Alba-tercedor 1989. Hydraena tatii ingår i släktet Hydraena och familjen vattenbrynsbaggar. Inga underarter finns listade i Catalogue of Life.